# Nevin Galmarini
Nevin Galmarini (São Galo, 4 de dezembro de 1986) é um snowboarder suíço.
Galmarini foi medalhista de prata do slalom gigante paralelo nos Jogos Olímpicos de Inverno de 2014 em Sóchi. Quatro anos depois, nos Jogos Olímpicos de PyeongChang, conquistou a medalha de ouro no mesmo evento.